# تشيتشلي (الهند)
تشيتشلي (الانجليزية: Chichli) هي مدينة تعداد سكاني في منطقة نارسيمهابور في ولاية مدهيا برديش، الهند.

## الطبيعة الجغرافية
تشيتشلي تقع عند إحداثيات . كما تقع تشيتشلي على ارتفاع يبلغ 349 مترًا (1,145 قدمًا) فوق مستوى سطح البحر . تقع تشيتشلي على بعد حوالي 200 كيلومتر من بوبال، عاصمة ولاية مدهيا برديش، وعلى بعد 9 كيلومترات من جاداروارة. يمر نهري ساكار وسييتا ريفا عبرها مما يجعل الأراضي الزراعية المحيطة بها خصبة. نهر نارمادا الأكبر يقع على بعد 26 كيلومترًا. جاداروارة تقع على الطريق الرئيسي من جبالبور إلى مومباي على بعد 30 ميلًا غرب محطة نارسينغبور المدنية.

## التركيبة السكانية
وفقًا لتعداد سكان الهند الصادر عام 2001، بلغ عدد سكان تشيتشلي 9250 نسمة. تشكل نسبة الذكور 53% من السكان بينما تشكل نسبة الإناث 47%. يبلغ معدل معرفة القراءة والكتابة بمدينة تشيتشلي 66%، وهو أعلى من المتوسط الوطني البالغ 59.5%؛ حيث يبلغ معدل معرفة القراءة والكتابة لدى الذكور 71% ويبلغ لدى الإناث 59%. 15% من السكان هم دون سن 6 سنوات.